# HD 24160
HD 24160，又名CD-36 1467，SAO 194559、HR 1195，是一颗恒星，视星等为4.17，位于銀經237.88，銀緯-51.4，其B1900.0坐标为赤經3h 45m 42.7s，赤緯-36° -51.4′ 11″。